# Оркестр Колонна
Оркестр Колонна (фр. Orchestre Colonne) — французский симфонический оркестр, основанный в Париже в 1873 г. скрипачом и дирижёром Эдуаром Колонном.
Колонн сосредоточил своё внимание на исполнении новейшей музыки, как французской (Берлиоз, Массне, Сен-Санс, Форе, Равель и др.), так и зарубежной, включая Вагнера, Рихарда Штрауса, Чайковского. Чайковский и Штраус, также как Эдвард Григ, Густав Малер и другие выдающиеся композиторы, приезжали в Париж, чтобы дирижировать своими произведениями в исполнении оркестра Колонна. После смерти Эдуара Колонна в 1910 г. среди художественных руководителей оркестра были такие значительные дирижёры, как Габриэль Пьерне, Поль Паре и Шарль Мюнш.

## Музыкальные руководители
- Эдуар Колонн (1873—1910)
- Габриэль Пьерне (1910—1932)
- Поль Паре (1932—1956)
- Шарль Мюнш (1956—1958)
- Пьер Дерво (1958—1992)
- Антонелло Аллеманди (1992—1997)
- Лоран Петижирар (с 2005 г.)